# Papežská diplomatika
Papežská diplomatika ze zabývá diplomatikou písemností papežské kanceláře, jež byla v období celého středověku nejvýznamnější kanceláří vůbec a její produkce listin a dalšího diplomatického materiálu byla na bezkonkurenčně nejvyšší úrovni co do kvality i vydaného množství. Papežství hrálo zejména v období středověku ústřední roli v evropském politickém dění.
Papežská diplomatika se dělí celkem na šest základních období, ve kterých dochází k diplomatickým reformám a změně v podobě či produkci diplomatického materiálu.

## První období od prvopočátků do roku 772

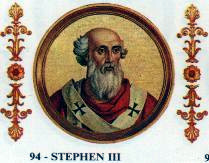
Papež Štěpán III.

Toto období končí koncem pontifikátu papeže Štěpána III. (24. ledna 772).

### Expedované písemnosti
Z tohoto období existuje v dnešní době na 2500 papežských písemností, všechny jsou však dochovány pouze v opisech, není znám žádný originál. Všechny jsou zároveň dochovány ve formě listu. Tyto opisy jsou často poškozeny nebo porušeny (formou zkráceného či nedbalého zápisu), proto si dnes lze velmi těžko udělat představu o skutečné podobě papežských listů a velmi těžko lze prokázat také jejich domnělá pravost. Je známo pouze to, že listy byly psány na papyru a patrně od počátku byly pečetěny olověnou bulou. Většinou navazují na starořímské listy. Začínají intitulací – obsahují titul episcopus. Až za papeže Řehoře I. Velikého (590 – 604) byl zaveden širší titul episcopus servus servorum Dei, k pravidelnému užití tohoto titulu však došlo až později.
Součástí listů byla inskripce a někdy i salutace. V kontextu listu proběhl značný vývoj. Nejprve převládal volný popis, za Řehoře I. Velikého začíná pronikat stereotypní stylizace. V závěrečném protokolu se objevuje papežův podpis a někdy také datum. Podpis však neobsahoval papežovo jméno, byl stylizován jako žehnající či jako pozdravná formule. Psán byl papežem vlastnoručně.
Nejstarší datované písemnosti pocházejí z konce 4. století (od Siricia 384 – 399). Koncem 5. století přibyly do datovací formule léta vlády východořímských konzulů.
Jako listy (epistolae) označujeme v této době listinnou produkci bez ohledu na pozdější rozlišování, tj. na obsah (sdělení, příkaz, udělení práva apod.). Od většiny papežských formulí se odlišují jen listiny synodální (konstituta). Ty obsahují zápisy o jednání a rozhodnutí církevních synod. Obsahují invokaci, datum, seznam členů synody, obsah synody a podpis papeže a dalších účastníků synody. V synodálních listinách se papežský podpis skládá ze jména papeže a obšírné formule.

### Úřední knihy

#### Registra
Podle vzoru Říma užívali papežové registra od 4. století (od dob Liberia 352 – 366). Nedochovala se však v originále. Do těchto register byly někdy zapisovány zároveň i listy došlé a také se přidávaly poznámky o různých událostech. Samostatná registra ve vlastním slova smyslu se objevila až za papeže Řehoře I. Ještě v 9. století existovalo 14 papyrových svitků Řehořových register. Na každém svitku bylo obsaženo celkem 12 odstavců podle jednotlivých měsíců v roce a jeden svitek tvořil samostatný rok.

#### Formulářové sbírky
Pravděpodobně existovaly již v kanceláři Řehoře I. Velikého. Žádná se však nedochovala ani v opise. Některé pozdější sbírky z tohoto období byly převzaty do formulářové sbírky Liber Diurnus.

### Kanceláře
Existenci papežské kanceláře je možné pokládat již od 4. století. Přesná informace o existenci papežské kanceláře je známa z doby Řehoře I. Velikého. V počátcích byla spojena s notářstvím města Říma. Za Řehoře existovali papežští notáři, kteří dohromady tvořili korporaci schola notariorum. V ní přední postavení zaujímali regionální notáři, kterých bylo 7 podle sedmi církevních obvodů města Říma. V čele notářů byl primicerius notariorum a jeho zástupcem pak secundicerius notariorum. První zmínka o primiceriovi pochází z roku 340, secundicerius je zmíněn později až v 6. století. Primicerius byl jednou z nejvlivnějších osob, stál v čele papežské kanceláře, v čele archivu a v čele knihovny spojené s kanceláří (lat. scrinium). Notáři, kteří pracovali v kanceláři se nazývali scriniarii.

## Druhé období 772–1048

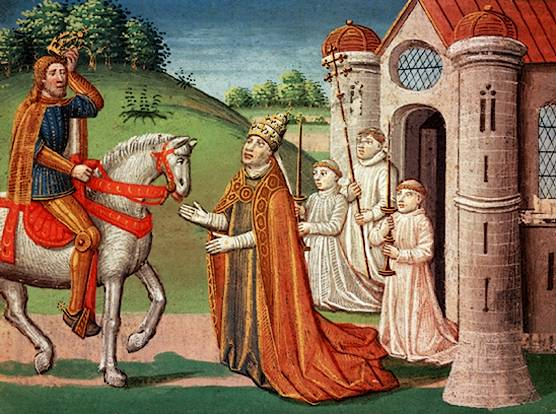
Papež Hadrián I.

Toto období začíná nástupem Hadriána I. a končí smrtí Damase II.

### Expedované písemnosti
Z tohoto období se zachovalo na 4000 písemností. V tomto období forma listu zůstala stejná jako v období předcházejícím. Z listů se však dochovaly pouze 2 v originále. Prvním je zlomek listu Hadriána adresovaný Karlu Velikému z roku 778. Druhým je pak nedatovaný list papeže Klementa II. pro císaře Jindřicha III. sepsaný kolem roku 1047.
Za Hadriána I. Byla zavedena privilegia. V originále se zachovalo asi 50 kusů, z části na papyru a z části na pergamenu. Používání papyru bylo starší, až později se objevil pergamen, který začal postupem doby převažovat. Nejstarší dochované privilegium je privilegium papeže Paschala I. z roku 819 pro arcibiskupství v Raveně.
Papyrová privilegia byla stáčena do svitků. Byla psána do počátku 11. století kuriálou, kterou postupně vytlačovala karolinská minuskula. Měla velký formát – nejdelší dochované privilegium má dálku 7 metrů (na výšku) a 1 metr šířky (standardní šířka těchto privilegií).
Nejstarší pergamenové privilegium je privilegium Jana XIII. z roku 967. Následují další 3 privilegia Jana XVIII. z let 1005, 1006 a 1007, nicméně jejich pravost je sporná. Souvislá řada se pak objevuje od roku 1013 za pontifikátu Benedikta VIII.
Vnitřní znaky jsou podobné jako u písemností z prvního období. Začínají intitulací (běžně stylizovaná již za Řehoře I. Velikého); titul episcopus servus servirum Dei, v tomto období je tento titul již zcela běžný. Intitulace je od poloviny 10. století psána větším písmem než zbytek textu. Zpočátku je psána kuriálou, ke konci 10. století je vystřídána kapitálou. Obsažena je inskripce, někdy zvěčňovací formule a salutace – Salutem et apostolicum benedictionem. Od doby Hadriána I. se objevuje užívání 2 nových formulí:
- scriptum per manum – obsahuje v genitivu jméno papeže a malé datování (měsíc a indikce bez dne) – Gregoriiscriniarii et notarii in mense maio ind. 9; malé datování neobsahuje rok.
- datum per manum – obsahuje jméno šéfa kanceláře nebo jeho zástupce a velké datování (obsahuje rok i den); označení roků bývalo různé, např. podle léta vlády císařů, za Hadriána I. se začalo datovat podle léta pontifikátu.

Inkarnační rok (rok od narození Krista) se poprvé objevuje až za Jana XIII. (968), ale jen velmi výjimečně. Křesťanský letopočet se pravidelně objevuje až v padesátých letech 11. století. Datovací formule následuje až po formuli scriptum per manum, někdy jsou obě formule spojeny do jedné Pod těmi to formulemi je formule pozdravná BENE VALETE, někdy považovaná (zejména staršími badateli) za papežův podpis. Většinou ji ale psali úředníci kanceláře, pouze někdy papež samotný. Většinou je tato formule psána větším písmem a je běžně psaná kapitálou (jinak než zbytek textu. Někdy bývá zakončena křížkem (možno i před touto formulí).
Privilegia byla pečetěna olověnou bulou. Na jedné straně se nacházelo jméno papeže a na druhé straně papežský titul.

### Úřední knihy

#### Registra
Zachován je zbytek registra Jana VIII. (876 – 882). Svazek je uložen ve vatikánském archivu a označen jako první svazek tohoto archivu. Obsahuje 314 listů z posledních šesti let pontifikátu Jana VIII. Obsahuje rovněž informace o slovanské liturgii a Svatém Metodějovi. Nejde však o originál nýbrž o pozdější opis z 11. století z kláštera Monte Cassino psaný beneventským národním písmem.

#### Formulářové sbírky
Nejstarší dochovaná formulářová sbírka pochází právě z tohoto období. Je jím tzv. Liber Diurnus (celým názvem Liber Diurnus Romanorum Pontificum). Zachovala se ve třech rukopisech. Nejstarší z nich pochází z konce 8. století a je uložen ve vatikánském archivu. Druhý rukopis pocházel z počátku 9. století a je od roku 1763 nezvěstný. Byl majetkem jezuitské koleje v Clermontu. Třetí svazek pochází ze druhé poloviny 9. století a je uložen v Miláně v Ambrosiánské knihovně. Obsahuje celkem 99 vzorců a vznikl složením několika formulářových sbírek, které se nedochovaly. Podle Theodora Sickela pochází její jádro z doby po roce 625, kolem roku 670 byla rozšířena o vzorce 64–81 a v době Hadriána I. na konci 8. století doplněna o vzorce 82–99. Liber Diurnus však nikdy nebyla oficiální příručkou papežské kanceláře, pouze pomůckou papežských úředníků.

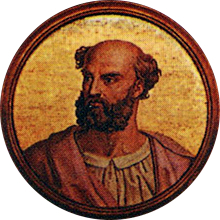
Papež Damasus II.

### Kancelář
Z tohoto období existuje o papežské kanceláři více informací než z období prvního. V nově zavedených formulích v privilegiích jsou vedeni šéf kanceláře a písař, který listinu zhotovil. Od dob Hadriána I. se ve formuli datum per manum objevují i jiní úředníci, např. bibliothecarius, který se postupem času dostává do čelní funkce vedení kanceláře a postupem času (asi od 10. století) vytlačil primiceria a secundiceria z jejich pozic. Bibliotékáři bývali většinou suburbální biskupové (biskupové mimo město Řím). V roce 1037 udělil Benedikt IX. tuto funkci „na věčné časy“ biskupům z diecéze Silva Candida. V letech 1005–1007 se v papežské kanceláři objevuje jistý opat Petr nikoli s titulem bibliothecarius nýbrž do té doby titulem zcela neznámým cancellarius. O něco později v roce 1042 byl v čele kanceláře pouhý jáhen také se jménem Petr s titulem bibliothecarius et cancellarius.

## Třetí období 1048–1198

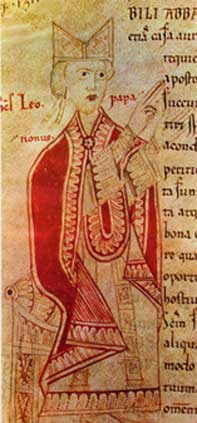
Papež Lev IX.

Toto období začíná nástupem Lva IX. a končí koncem pontifikátu Celestina III.

### Expedované písemnosti
Toto období lze rozdělit na dvě poloviny, přičemž mezníkem je rok 1130, tj. počátek pontifikátu Inocence II. První polovina tohoto období byla zahájena velkými změnami ve vnějším vzhledu především privilegií. Hledání nových forem písemností však probíhalo i za některých dalších papežů. Objevuje se návrat ke starým formám a vůbec experimentování s podobou listin. Nástupem Inocence II. na papežský stolec dochází k dotvoření nových forem písemností, ustálení forem privilegií a druhá polovina je již charakterizována ustálenou formou písemností. Základní dělení expedovaných písemností na privilegia a listy zůstává stejné, ale tyto dvě skupiny se dále člení:
Privilegia
- Privilegia slavností (privilegia maiora)
- Privilegia prostá (privilegia minora)

Listy
- Litterae cum filo serico (listy s nití hedvábnou)
- Litterae cum filo canapis (listy s nití konopnou)
- Litterae clausae (listy uzavřené)

Privilegia
V úpravě privilegií došlo v tomto období k následujícím významným změnám. Pozdravná formule Bene vale (valete) dosud vypisovaná, byla změněna na grafické znamení s podobou počátečních písmen. Toto grafické znamení bylo doprovázeno zvláštním interpunkčním znaménkem nazývaným komma. Byla zavedena rota. Za Paschala II. (1099–1118) se rota ustálila tak, že v horních kvadrantech byla ve zkratce uvedena jména apoštolů Petra a Pavla a přes dva dolní kvadranty bylo uvedeno jméno papeže. Zůstává nadále v užívání datovací formule psaná na zvláštním řádku na dolním konci privilegia. Papežův podpis je umístěn mezi rotu a formuli Bene valete. Původně jej psal vlastnoručně, později psal vlastnoručně pouze první písmeno podpisové formule. Časem se objevují podpisy kardinálů, pravidelně pak od roku 1130. Od Štěpána IX. se pravidelně objevuje údaj o místě vyhotovení. Za Mikuláše II. se stává pravidlem uvádění inkarnačního roku. Koncem 11. století se privilegia začínají rozdělovat na slavnostní a prostá.
Slavnostní privilegium – od roku 1130 musí mít 8 znaků:
1. první řádek je psán větším písmem než následující text
2. úvodní protokol končí zvěčňovací formulí (inperpetum)
3. kontext končí slovem amen
4. rota
5. papežův podpis
6. grafické znamení BV (bene valete)
7. podpisy kardinálů
8. velké datování (bývá uveden rok, začíná slovem datum nebo data, poté následuje místo vyhotovení, slůvko per manum, indikce, inkarnační rok a rok pontifikátu.

Privilegia jsou psána na výšku (charta transversa) a jsou zpečetěna olověnou bulou.
Prosté privilegium – nemá rotu ani formuli Bene valete. Úvodní protokol končí pozdravnou formulí Salutem et apostolicam benediktionem (většinou zkráceno na Salt et aplicam ben). 1. řádek je většinou psán také větším písmem, ale v některých privilegiích je větším písmem psáno jen jméno papeže. Většinou mívají papežův podpis, ale v některých případech může chybět. Podpisy kardinálů se většinou neobjevují. Datovací formule je umístěna až na dolním okraji (nad plikou). Většinou užito velkého datování. Tato privilegia nepřežila přelom 12. a 13. století a jejich funkci převzaly litterae cum filo serico. Objevuje se také symbolická invokace (labarum) – obrázek přeškrtnutého písmene P (Christos)

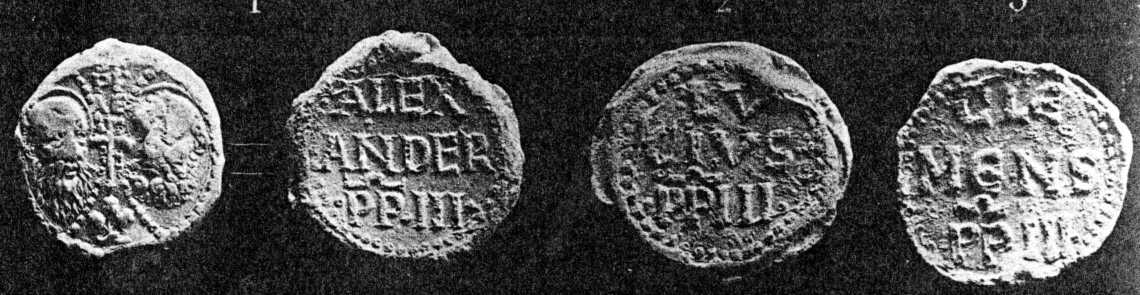
Olověné pečeti papežských bul (12. stol.)

Listy (litterae) – dochovány oproti předchozímu období v hojnější míře v originálech. Mají jednodušší úpravu než privilegia. Jejich formát je menší a je psáno na šířku (charta recta). Zpočátku bylo papežovo jméno naznačeno počátečním písmenem, od roku 1130 a 1133 bývá jméno vypsáno. Úvodní protokol končí salutací (stejně jako u prostých privilegií). Nebyly datovány, datum se objevuje až na konci 11. století za pontifikátu Urbana II. (1088–1099) vždy ale bez inkarnačního roku. Datovací formule oddělena od textu a umístěna dole. Nemají rotu, formuli Bene valete, podpisy kardinálů ani podpis papeže. Původně se tento list používal jako mandát pro sdělování příkazů a k vyřizování záležitostí administrativní a juristické povahy. Od počátku 12. století se jich užívá také pro udělování práva milosti, takže leckteré listy mají charakter listin. K jistému ustálení formy dochází po roce 1130 za Inocence II. a zejména od dob Lucia II. (od roku 1144) dochází k rozdělení na dvě skupiny, a to podle způsobu přivěšení buly:
1. Litterae de gratia – listy obsahující udělení práv a milostí – pečetěny bulou přivěšenou na hedvábných nitích (litterae cum filo serico). Mají slavnostnější úpravu – papežovo jméno je celé napsáno většími písmeny (majuskula či prodloužené písmo).
2. Litterae de iustitia – obsahují příkazy administrativního a jurisdického charakteru – pečetěny bulou přivěšenou na konopném provázku (litterae cum filo canapis) – mají prostší úpravu, z papežova jména byla psána velkým písmenem pouze iniciála.

Litterae clausae (listy uzavřené) – expedovány byly uzavřené. List byl složen do úzkého proužku a jeho okrajem byl protažen konopný provázek, na němž visela bula. List se otevřel přestřižením provázku nebo se rozřízl list. Na zadní straně byla napsána vnější adresa v dativu. Nemají pliku.
Jako pečeti byly používány olověné buly o průměru zhruba 3 centimetrů. Za Řehoře VII. (1073–1085) se poprvé objevují na bule jako obrazový motiv hlavy apoštolů Petra a Pavla. Stabilní typ buly po několika změnách se prosadil za Paschala II. Na aversu jsou hlavy apoštolů Petra a Pavla a nad nimi zkratky SPA (sanctus Paulus) a SPE (sanctus Petrus). Za reversu je pak jméno papeže, zkratka jeho titulu PP (papa) a pořadová číslovka. Vše je zapsáno celkem ve třech řádcích.

### Úřední knihy

#### Registra
V originále se zachoval 1 svazek register Řehoře VII. Uložen je ve vatikánském archivu jako druhý svazek. Obsahuje 381 zápisů. Privilegia pouze minimálně (jen 9 kusů), zbytek jsou expedované listy.

#### Formulářové sbírky
Dochována je formulářová sbírka Forma dictandi, jejímž autorem byl Albert de Mora, pozdější papež Řehoř VIII. (pontifikát v roce 1187). Je zde obsažena nauka o tzv. rytmickém kurzu v papežských listinách (určení přízvuku na konci větných celků; střídání přízvučných a nepřízvučných slabik). Podle papeže nazýván Cursus Gregorianus. Ve 13. století byl v papežských listinách povinný. Pokud v některé listině chybí, je podezřelá jako padělek.

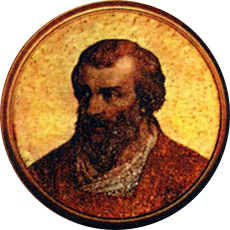
papež Celestin III.

### Kancelář
V čele stojí od roku 1042 do své smrti v roce 1050 již výše zmíněný jáhen Petr s titulem bibliotékář a kancléř. V roce 1050 povolal Lev IX. do papežské kanceláře kolínského biskupa s titulem arcikancléř. Byl však pouze formálním představeným kanceláře dočasně do roku 1067. Skutečným výkonným vedoucím kanceláře byla osoba s titulem kancléř nebo bibliotékář, případně kancléř a bibliotékář za Lucia II. Nakonec došlo k ustálení na titul kancléř. Na sklonku 11. století jsou za kancléře ustanovování kardinálové. V případě nepřítomnosti byl kardinál zastoupen jiným kardinálem, pokud se jednalo o nepřítomnost delší, zastupoval jej některý z úředníků kanceláře. V této době také probíhaly konkurenční boje mezi novými scriniáři a palácovými notáři a také boj o užívání kuriály a karolinské minuskuly, tento boj byl završen rokem 1130. Od 12. století se užívá pro palácové notáře titul scriptor (písař) vedle titulu notarius. Ve 13. století se tyto dvě hodnosti vydělily a notář stál výše postaven než scriptor.

## Čtvrté období 1198–1417

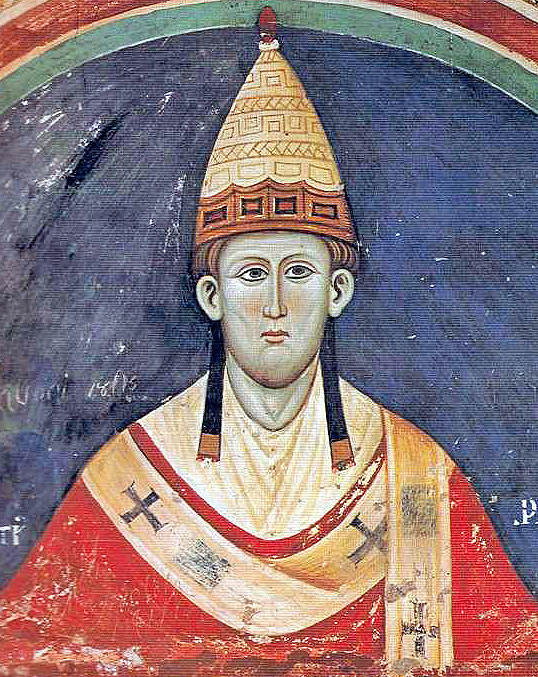
Inocenc III., freska v klášteře Sacro Speco

Toto období začíná nástupem Inocence III. a končí nástupem Martina V.

### Expedované písemnosti
V tomto období končí kolísání při vydávání písemností. Pro jednotlivé typy písemností se vytváří (z části za Inocence III. a z části od 2. poloviny 13. století) pevné a závazné předpisy, jež byly dodržovány. Na počátku čtvrtého období se objevují tytéž typy písemností jako ve druhé polovině třetího období, tzn. privilegia slavnostní a prostá a listy. Dochází ke zpřesnění vnějších forem, přesnější vytyčení rozdílů jednotlivých typů a užívání jednotlivých typů. Postupně roste význam listů na úkor privilegií. Těch se vydává stále méně a ve 14. století končí jejich vydávání zcela. Papežský list může být prostým sdělením. mandátem i listinou. Vzniká však zcela nový typ písemností a tím je bula.
Privilegia slavnostní – základní úprava zůstává stejná jako v předchozím období ale proběhla některá zpřesnění.
1. Jméno papeže má začínat velkou zdobeno iniciálou.
2. Pro zvěčňovací formuli na konci protokolu má být ozdobná zkratka INPPM (in perpetum).
3. Jednotlivé věty, případně formule, mají začínat výraznější iniciálou.
4. Všeobecné zkracovací znaménko má tvar dole otevřené číslice 8.
5. Ligatury CT a ST mají být psány mostovitě.
6. Slovo Amen je na konci psáno trojitě, přičemž prostřední Amen je psáno zkratkovitou čárou.
7. Pečetí je olověná bula na červených hedvábných nitích.
8. Papež se vlastnoručně podílí na podpise v rotě a to křížkem v mezikruží a písmenem E (první iniciála papeže – episcopus). Rota se však užívá stále méně a definitivně zaniká ve 14. století.

Privilegia prostá – forma je stejná jako v předchozím období, ve 13. století zanikají. jejich funkci převzala zčásti slavnostní privilegia a zčásti buly.
Listy – Stejně jako ve druhé polovině třetího období platí rozdělení na listy s hedvábným závěsem, konopným závěsem a clausae. Od 2. poloviny 13. století jsou zvýrazněny rozdíly mezi oběma typy listu – jak z hlediska právního obsahu, tak z hlediska vnější formy:
- Litterae cum filo serico – obsahovaly udělení milostí a výsad. Např. udělování nových práv, potvrzení starších práv, rozhodnutí ve prospěch příjemce. Charakteristická je dispozice, resp. dispoziční sloveso (udělujeme, potvrzujeme, bereme pod ochranu...). Typická je pro ně sankce (nikomu vůbec z lidí nebudiž dovoleno tuto listinu narušovati či proti ní ze zaslepené opovážlivosti vystupovati) a kominace (kdo by se o to přece jenom pokusil, padne do nemilosti Apoštolů Petra a Pavla) (jsou stereotypní). Po formální stránce je zpřesněna iniciála papeže, jména měla být zvlášť výrazná a zdobená (jako u slavnostních privilegií) i další písmena papežského jména měla být psána výrazněji než zbytek textu. Také jednotlivé formule začínají výraznější iniciálou. Ligatury CT a ST mají být psány mostovitě. Všeobecné zkracovací znaménko má tvar dole otevřené číslice 8.
- Litterae cum filo canapis (de iustitia) – obsahovaly příkazy ve věcech správních a justičních. Např. jmenování komisařů (delegovaných soudců), kteří měli zařídit provedení nařízení; příkazy světské či duchovní osobě. Také důraz na dispoziční sloveso (přikazujeme - mandamus, žádáme - rogamus, vyzýváme exhortamus). Nemají sankci ani kominaci. Po formální stránce je papežovo jméno psáno stejně jako následný text, jen iniciálka byla větší ale nebyla zdobena. Spřežky CT a ST byly psány staženě. Všeobecné zkracovací znaménko má podobu čárky.

V obou listech zpřesněna i některá fakta. Datovací formule se z estetických důvodů měly vyplňovat až do konce (zarovnány vpravo). Mezi jednotlivými údaji jsou proto mezery. Jednotlivé části datovacích údajů nesmí být od sebe odděleny řádkem (např. quarto nova aprilis musí být napsáno na jediném řádku).
Vzniká nový typ bul Litterae solemnes (listy slavnostní). Vznikají v polovině 13. století za pontifikátu Inocence IV. (1243 - 1254). Jedná se o jakýsi kříženec mezi slavnostními privilegii a listy s hedvábným závěsem. Jejich znaky jsou následující:
1. První řádek je celý psán prodlouženým písmem stejně jako u slavnostních privilegií.
2. Úvodní protokol končí slovy ad futuram (perpetuam) rei memoriam (slovo memoriam - na věčnou památku - je nejdůležitějším znakem; je typické právě pro buly a je výrazněji napsáno).
3. Začátek kontextu a sankce s kominací začínají výraznější iniciálou.
4. Mají stejné znění jako listy s hedvábným závěsem.
5. Mají malé datování stejně jako listy.
6. Olověná bula (pečeť) je přitištěna na hedvábných nitích (nejčastěji červeno-žluté)

Název bula se v pozdějším středověku a novověku přenesl na všechny papežské písemnosti pečetěné olověnou bulou.
Pečetní pole olověné buly zůstalo téměř nezměněno. Tvoří ji hlavy apoštolů Petra a Pavla na přední straně a na zadní straně papežovo jméno ve třech řádcích. Přesto se však objevuje novinka a tou je tzv. poloviční bula (bula dimidia, bula bianca). Užívali ji papežové v krátké době mezi zvolením a uvedením do úřadu (korunovace, konsekrace). Pečetní obraz je jen na jedné straně (hlavy apoštolů Petra a Pavla), na reversní straně je pak prázdná. Takto pečetěné písemnosti mají koroboraci, která je jinak u papežských písemností velmi vzácná. V ní se příjemci sděluje, proč je bula neúplná. Užívalo se jí zřejmě od Inocence III., nejstarší dochovaná poloviční bula je z počátku 15. století z doby Řehoře XII. (1404 - 1415).

### Úřední knihy

#### Registra
Od počátku tohoto období, tj. od roku 1198 existuje dochována pravidelná řada papežských register.

#### Příručky
Nejdůležitější příručkou byla tzv. Liber cancellariae, která vznikala postupně od počátku 13. století asi do 60. let 13. století. Její jádro tvoří tzv. Liber provincialis (seznam jednotlivých církevních provincií, tj. arcibiskupství, biskupství, patriarchátů apod.)
Počínaje Janem XXII. byly vydávány kancelářské řády (regulae cancellariae apostolicae). Byly platné pouze vždy pro jeden papežův pontifikát, upravovaly postup při projednávání úředních záležitostí a sloužily hlavně koncipistům jako vodítko pro stylizování konceptů.

### Kancelář
Od dob Inocence III. se pravidelně kancelář označuje termínem Cancelaria apostolice místo dřívějšího názvu scrinium. Po smrti Inocence III. stál v čele kanceláře cancelarius, od dob Honoria III. (1216) se přestalo titulu kancléř (cancelarius) užívat. Šéf kanceláře se od té doby nazýval pouze vicekancléř (viccecancelarius). Později byl vybírán z řad kardinálů. Notářů bylo 6 až 7, později byli nazýváni protonotáři. Společně s notáři vyhotovovali koncepty také abreviátoři (abbreviatores). Čistopisy pak psali písaři (scriptores). Distributor rozdával písařům koncepty na opsání na čisto. Rescribendarius rozdával písařům čistopisy s chybami za účelem oprav. Ty prováděli korektoři. Po sepsání listiny bulou pečetili pracovníci nazývaní bulatores. Po úplném vyhotovení písemnosti byla zapsána do register. Tento úkol prováděli úředníci s titulem registrátoři. Od roku 1341 se v papežské kanceláři objevují sekretáři (secretarii), kteří mají za úkol vyřizovat politickou korespondenci.
Součástí kanceláře bylo také od roku 1205 oddělení audientia litterarum contradictarum, v jejímž čele byl auditor. V tomto oddělení mohly strany vznášet námitky proti papežským písemnostem ještě předtím, než byly expedovány.

## Páté období 1417–1484

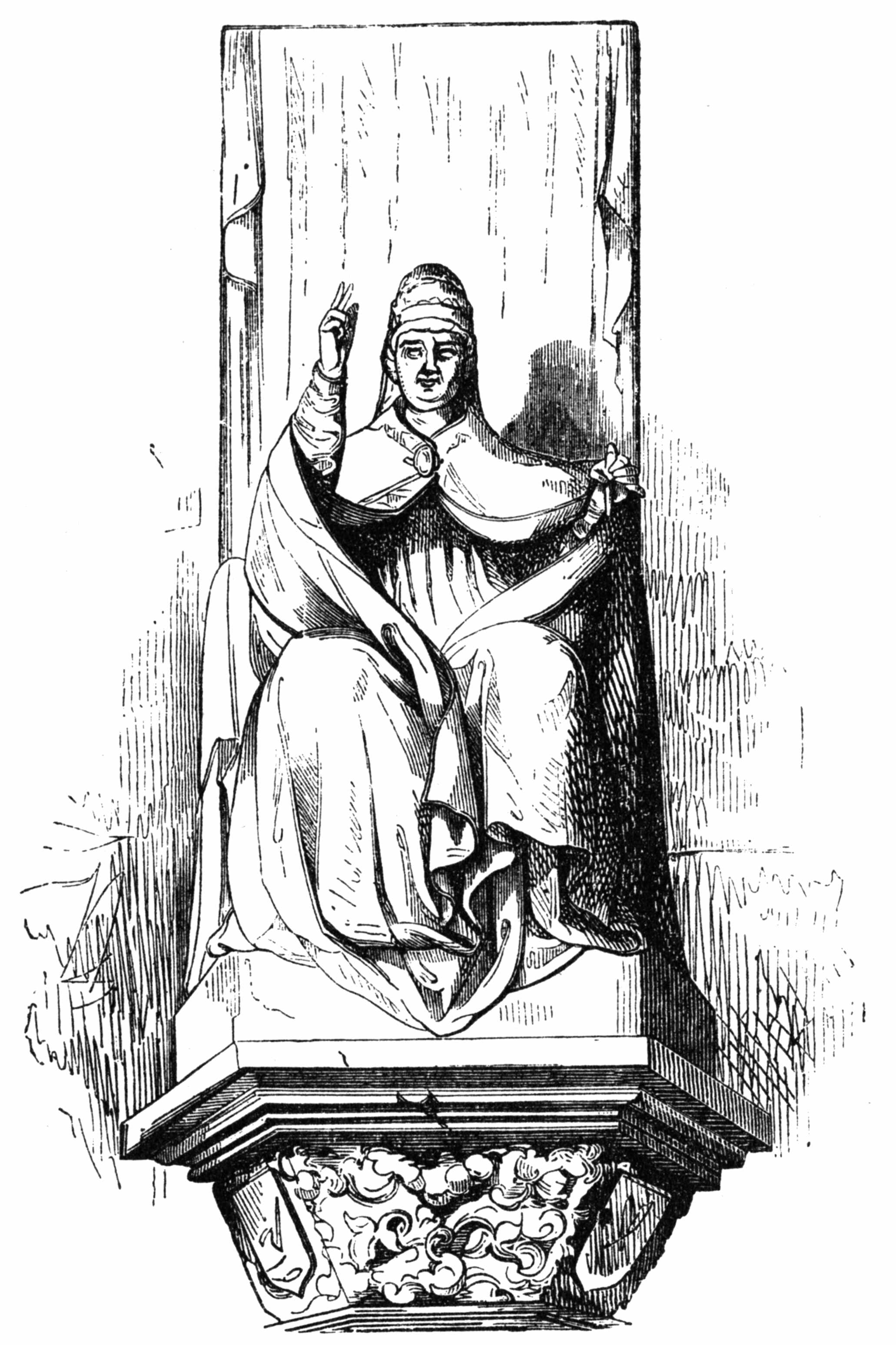
Papež Martin V.

Toto poměrně krátké období začíná nástupem Martina V. a končí smrtí Sixta IV.

### Expedované písemnosti
Do této doby byly papežské písemnosti pečetěny olověnou bulou, nyní se však pravidelně objevuje zcela nový typ písemnosti pečetěný přitištěnou voskovou pečetí, tzv. rybářským prstenem (anulus piscatoris). Tyto písemnosti se nazývají breve. Jejich znaky jsou následující:
1. Nápadný formát, jímž je úzký pruh pergamenu velké šířky a malé výšky.
2. Pergamen je tenký, jemný, po obou stranách stejně zpracovaný.
3. Intitulace sestává z papežova jména a zkratky PP (např. Martinus PP V.).
4. Další text začíná vokativním stavovským oslovením příjemce.
5. Na oslovení navazuje salutace, která má stejné znění jako v listech.
6. Datovací formule hned za udáním místa zní sub anulo piscatoris (pod rybářským prstenem). Potom následuje den a měsíc, poté inkarnační rok a rok pontifikátu.
7. Pod textem vpravo bývá podpis sekretáře.

Breve byla původně expedována uzavřená. Uzávěrku složeného listu tvoří přiložená vosková pečeť (rybářský prsten). Na opačné straně proti pečeti byla adresa psaná v dativu. Později vznikla také otevřená breve. U nich byla pečeť přitištěna vpředu pod textem, případně také vzadu. Někdy místo salutace mohou mít i formulaci, která připomíná bulu. Od roku 1842 se všechna breve stala otevřená a od roku 1878 ji plně nahradil otisk razítka. Původně bylo jejich užívání omezeno na záležitosti politické a správní, ale od druhé poloviny 15. století se jich začíná užívat stále více např. pro udělování práv a výsad a tak se časem breve stalo nejpoužívanějším typem expedovaných papežských písemností.
Mimo běžné buly se v tomto období začíná prosazovat nový typ a tím je tzv. konzistoriální bula. Od prosté buly se liší tím, že má navíc rotu, podpis papeže a kardinálů a ostatní základní znaky buly. Rota a podpisy byly převzaty ze zaniklých slavnostních privilegií. Jejich název pochází od projednávání v konzistoriálu kardinálů.

### Úřední knihy

#### Registra
Registra se užívají i nadále. Vzniká nová řada register pro breve.

#### Formulářové sbírky
Formulářové sbírky zanikají. Jejich funkci převzaly kancelářské řády.

### Kancelář
V čele kanceláře stojí vicekancléř, stejně jako v předešlém období. Protonotáři poklesli na významu a nyní už mají pouze správní a procesní pravomoci. Z minulého období existují referendáři přednášející papeži supliky, jež psali abreviátoři. Objevuje se nový úředník a tím je datarius. Datariové poznamenávali na supliky datum jejich kladného vyřízení. Postupně se kolem nich utvořil úřad dataria. Objevují se také scriptores brevium – písaři pro breve. Pro pečetění olověnou bulou zůstali bulatores.

## Šesté období 1484–dodnes

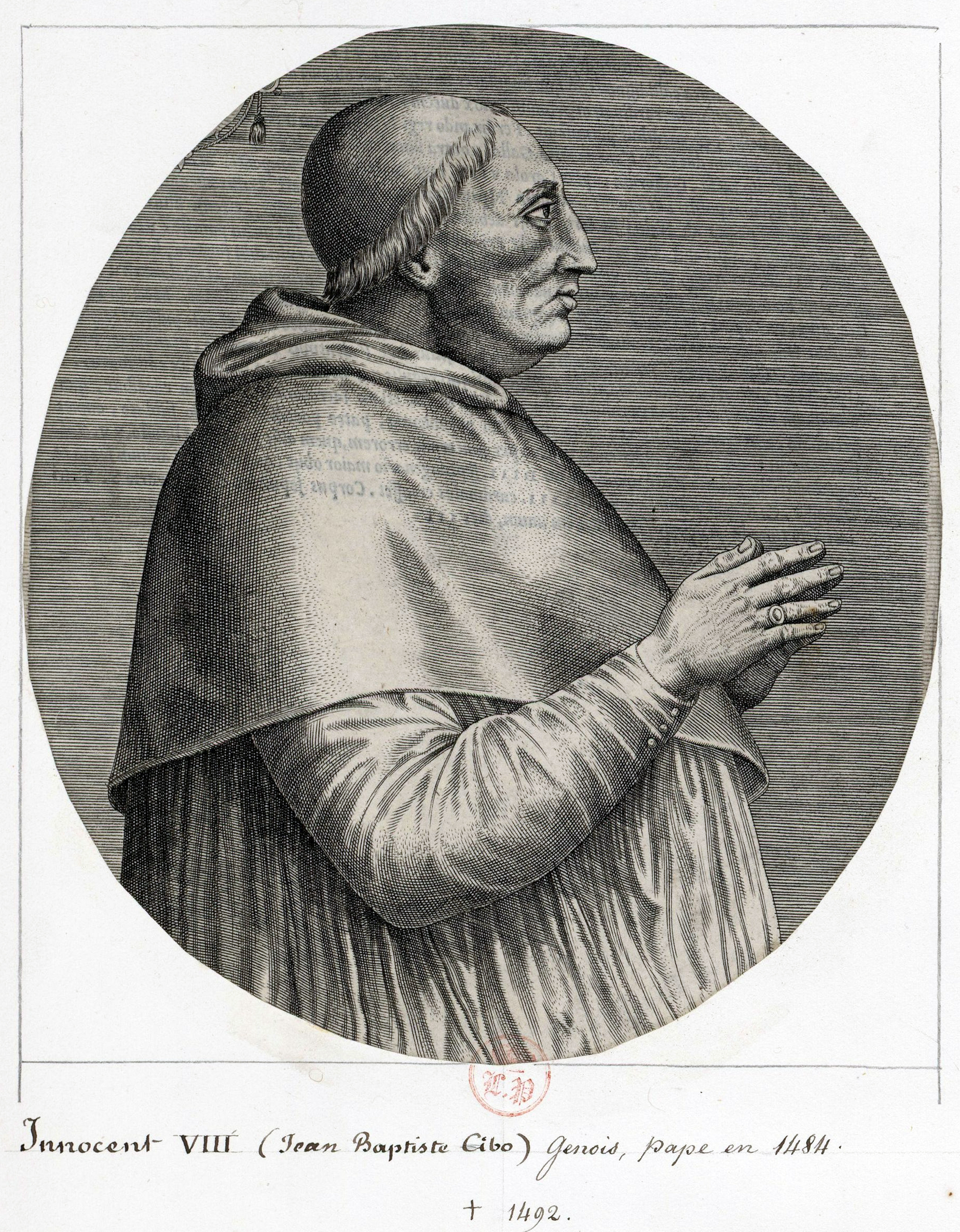
Papež Inocenc VIII.

Poslední období začíná nástupem Inocence VIII.

### Expedované písemnosti
Vzniká nový typ písemností tzv. motu proprio. Má následující znaky:
1. formulace v intitulaci je stejná jako u breve a je nadepsána nad textem. Text začíná slovy motu proprio et excerta scientia nostra (z vlastního podnětu – motu proprio). Následuje jméno papeže, později iniciála.
2. Závěrečný protokol (eschatokol) se skládá z vlastnoručního podpisu papeže a z datovací formule.
3. Datovací formule obsahuje místo, den, měsíc a léta pontifikátu.
4. Motu proprio nemívá pečeť.
5. Psací látkou je tenký pergamen, výjimečně papír.
6. Jazykem dokumentu je latina, později ji střídá italština.

Používaly se u kuriálního úřadu a v církevní správě. Vyvinuly se z breve.
Nastává úpadek písemností pečetěných olověnou bulou. Mění se forma, začíná se užívat gotického písma. To je stále více vyumělkované, až se stává téměř nečitelným. Tzv. Scriptura bollatica (littera sancti Petri). Počátek tohoto bulového písma spadá do konce 16. století (podle některých badatelů již do poloviny 15. století). Plně se vyvinulo za Alexandra VII. (1655 - 1667). Jelikož je kaligrafie velmi obtížně čitelná, dělaly se často opisy. Toto písmo bylo odstraněno za Lva XIII. v roce 1888.
Rozsáhlejší listy byly vydávány ve formě knihy. Objevují se také zlaté buly (např. bula Řehoře III. pro Ivana IV. Hrozného z roku 1614).
Lev XIII. rovněž stanovil, aby bulou byly dále pečetěny pouze nejvýznamnější dokumenty, pro zbytek písemností se používalo červeného razítka. To se od roku 1842 již vyskytovalo u breve.
Dochází ke změnám v terminologii, konzistoriální buly se nazývají nově litterae decretales; prosté buly pak constitutiones. Nadále jsou v užívání i listy.

### Kancelář
Dochází k úpadku papežské kanceláře a její počet zaměstnanců se neustále zmenšuje. Od konce středověku a počátkem novověku vznikají nové instituce, které na sebe přebírají část písemné agendy. Např. apoštolská komora (obdoba ministerstva financí) či sekretariát (obdoba ministerstva zahraničí) apod. V 16. století vznikají kardinálské kongregace (pro šíření víry, inkviziční, posvátných obřadů).
V roce 1908 proběhla reorganizace papežské kanceláře. V jejím čele stál kancléř (jmenován z řad kardinálů), jeho zástupcem byl regens. Abreviátoři zanikli a na jejich místo nastoupili protonotáři. V kanceláři se nacházeli 4 písaři, kteří pouze zhotovovali listy a vyřizovali ty písemné záležitosti, na které papež Lev XIII. nechal užívání olověné buly. Ke druhé reorganizaci kanceláře došlo v roce 1967, za Pavla VI. Breve se od té doby vyřizuje v hlavní kanceláři. V roce 1973 byla kancelář začleněna do státního sekretariátu a stalo se z ní 1. oddělení Cancelaria litterarum apostolicarum.